# Spannungseinheit
Spannungseinheit ist die Einheit von zwei aufeinander bezogenen und sich wechselseitig bedingenden Polen. Es handelt sich um einen philosophischen Begriff aus jenen lebensphilosophischen Gegensatzlehren, die einen „dialogischen“ Schwebezustand beschreibt im Unterschied zur dialektischen Synthese zweier sich nicht notwendigerweise bedingender, ja mitunter sogar ausschließender Gegensätze oder Widersprüche.
Im Hintergrund steht die philosophische Frage, ob als Grundprinzip des Lebens das „Sowohl-als-auch“ oder das „Entweder-oder“ angesehen werden soll.
Als philosophische Grundpolaritäten erscheinen das „Oben und Innen“ (Heteronomie/Autonomie – Gehorsam/Freiheit) und das „Oben und Unten“ (Idee/Materie – Transzendenz/Immanenz). Sozialphilosophisch wirkt sich dies in der Spannungseinheit von Individualität und Sozialität sowie von Politik und Mystik (Vita contemplativa/Vita activa, siehe auch Ora et labora) und von Tradition und Fortschritt aus. Wissenschaftstheoretisch kommt die Spannungseinheit von "Theorie und Praxis" hinzu.
Die philosophisch-theologische Diskussion vor allem in den 1920er-Jahren ging dahin, ob und wie lebendig-konkrete Wirklichkeiten wie Gott, Mensch, Kirche, Staat als „Complexio oppositorum“ zu begreifen sind und was derartige Gottesbilder, Menschenbilder und Weltbilder für Konsequenzen für das Leben haben. Dabei wurde das Bild der Spannungseinheit vor allem auch gegen esoterisch-dualistische Konzepte gestellt.
Dieser Begriff der Spannungseinheit ist zu unterscheiden vom physikalischen Begriff der Maßeinheit der elektrischen Spannung Volt, auch wenn sie dem Bild grundsätzlich voraus liegt. Allerdings geht es im philosophisch-pädagogischen Kontext nicht um die Bewertung der Pole als „positiv“ und „negativ“, sondern als „gleichberechtigte Ergänzungen“, unter denen höchstenfalls ein Primat der Ordnung, nicht jedoch der Würde bestehen kann (Romano Guardini).